# Мринська сільська рада
Мри́нська сільська́ ра́да — адміністративно-територіальна одиниця та орган місцевого самоврядування в Носівському районі Чернігівської області. Адміністративний центр — село Мрин.

## Загальні відомості
Мринська сільська рада утворена у 1917 році.
- Територія ради: 67,745 км²
- Населення ради: 2 343 особи (станом на 2001 рік)

## Населені пункти
Сільській раді підпорядковані населені пункти:
- с. Мрин

## Склад ради
Рада складається з 16 депутатів та голови.
- Голова ради: Маленко Анатолій Володимирович
- Секретар ради: Канафіна Ольга Володимирівна

### Керівний склад попередніх скликань
| Прізвище, ім'я, по батькові    | Основні відомості                                                 | Дата обрання | Дата звільнення |
| ------------------------------ | ----------------------------------------------------------------- | ------------ | --------------- |
| Кунтиш Людмила Іванівна        | Сільський голова, 1953 року народження, член Народної партії      | 26.03.2006   | 31.10.2010      |
| Маленко Анатолій Володимирович | Сільський голова, 1957 року народження, освіта вища, безпартійний | 31.10.2010   |                 |

Примітка: таблиця складена за даними сайту Верховної Ради України

### Депутати
За результатами місцевих виборів 2010 року депутатами ради стали:

#### За суб'єктами висування
| Суб'єкт висування | Кількість обраних депутатів | %    |
| ----------------- | --------------------------- | ---- |
| Партія регіонів   | 9                           | 56,3 |
| Самовисування     | 7                           | 43,8 |

#### За округами
| № округу        | Прізвище, ім'я, по батькові     | Дата визнання обраним | Освіта             | Партійна приналежність | Відомості про обраного депутата                                   |
| --------------- | ------------------------------- | --------------------- | ------------------ | ---------------------- | ----------------------------------------------------------------- |
| Партія регіонів |                                 |                       |                    |                        |                                                                   |
| 1               | Пац Сергій Олексійович          | 01.11.2010            | середня            | позапартійний          | Мринське управління підземного зберігання газу, слюсар            |
| 4               | Ругаль Станіслав Іванович       | 01.11.2010            | середня спеціальна | позапартійний          | тимчасово не працює                                               |
| 5               | Артеменко Олександр Миколайови  | 01.11.2010            | вища               | позапартійний          | Мринське управління підземного зберігання газу, інженер           |
| 6               | Гергелюк Андрій Андрійович      | 01.11.2010            | вища               | позапартійний          | Мринське управління підземного зберігання газу, інженер           |
| 9               | Галюк Ольга Володимирівна       | 01.11.2010            | вища               | член Партії регіонів   | тимчасово не працює                                               |
| 10              | Сіренко Ніна Миколаївна         | 01.11.2010            | середня спеціальна | позапартійна           | Мринська дільнична лікарня, медична сестра                        |
| 11              | Борисенко Юрій Миколайович      | 01.11.2010            | середня спеціальна | позапартійний          | Мринська дільниця Носівського РГГ, слюсар                         |
| 12              | Бруханда Оксана Ярославівна     | 01.11.2010            | середня спеціальна | позапартійна           | Мринське професійно-технічне училище № 33, бухгалтер              |
| 15              | Бойко Анатолій Михайлович       | 01.11.2010            | середня спеціальна | позапартійний          | Мринське сільське фермерське господарство «Полісся», фермер       |
| Самовисування   |                                 |                       |                    |                        |                                                                   |
| 2               | Гриценко Сергій Михайлович      | 01.11.2010            | середня спеціальна | позапартійний          | фізична особа-підприємець                                         |
| 3               | Товстоліс Михайло Ростиславович | 01.11.2010            | вища               | позапартійний          | Мринське управління підземного зберігання газу, провідний інженер |
| 7               | Коцьок Антоніна Василівна       | 01.11.2010            | середня спеціальна | позапартійна           | Мринське управління підземного зберігання газу, диспетчер         |
| 8               | Романюта Оксана Миколаївна      | 01.11.2010            | середня спеціальна | позапартійна           | Мринський паркетний цех, майстер                                  |
| 13              | Павленко Олег Віталійович       | 01.11.2010            | вища               | позапартійний          | Мринське управління підземного зберігання газу, диспетчер         |
| 14              | Прищепа Анатолій Олексійович    | 01.11.2010            | середня спеціальна | позапартійний          | Мринське управління підземного зберігання газу, електромонтер     |
| 16              | Шиян Ольга Михайлівна           | 01.11.2010            | вища               | позапартійна           | Мринська сільська рада, секретар                                  |